# Vilankulo
Vilankulo – miasto w środkowym Mozambiku, w prowincji Inhambane. Według danych na rok 2007 liczyło 37 176 mieszkańców.